# Sour (Algeria)
Sour è un comune dell'Algeria, situato nella provincia di Mostaganem.